# Ctidružice
Ctidružice är en ort i Tjeckien.   Den ligger i regionen Södra Mähren, i den sydöstra delen av landet, 160 km sydost om huvudstaden Prag. Ctidružice ligger 394 meter över havet och antalet invånare är 323.
Terrängen runt Ctidružice är platt. Runt Ctidružice är det ganska glesbefolkat, med 47 invånare per kvadratkilometer. Närmaste större samhälle är Znojmo, 19,7 km sydost om Ctidružice. Trakten runt Ctidružice består till största delen av jordbruksmark.